# Listă de partide politice din Bulgaria
Acest articol enumeră partidele politice din Bulgaria.
Bulgaria are un sistem multipartit, cu numeroase partide în care nici un partid nu reușește să câștige singură puterea, iar partidele trebuie să lucreze între ele pentru a forma guverne de coaliție.

## Partide parlamentare
Partidele parlamentare sunt partidele politice care au reprezentanți în Adunarea Națională a Bulgariei.
| Logo | Logo | Nume                                      | Abr.       | Președinte                                              | Ideologie Oficială | Adunarea Națională a Bulgariei | Parlamentul European | Poziție politică           | Afiliere europeană | Afiliere internațională           |
| ---- | ---- | ----------------------------------------- | ---------- | ------------------------------------------------------- | --- | ------------------------------ | -------------------- | -------------------------- | ------------------ | --------------------------------- |
|      |      | GERB-SDS                                  | GERB-SDS   | Boiko Borisov                                           | Liberalism conservator; Conservatorism național; Creștin democrație; Populism; Pro-europenism                                      | 69 / 240                       | 6 / 17               | Centru-Dreapta             | PPE                | Internaționala Centrist-Democrată |
|      |      | Continuăm Schimbarea-Bulgaria Democratică | PP-DB      | Kiril Petkov⁠ Asen Vasilev⁠ Hristo Ivanov⁠ Atanas Atanasov⁠ | Conservatorism liberal; Anticorupție; Atlantism                                                                                    | 64 / 240                       | 1 / 17               | Centru spre centru-dreapta | PPE, PVE           | Nu are                            |
|      |      | Renașterea                                | Renașterea | Kostadin Kostadinov                                     | Ultranaționalism bulgar; Euroscepticism dur; Populism de dreapta; Conservatorism național; Rusofilie                               | 37 / 240                       | 0 / 17               | Extrema dreaptă            | Nu are             | Nu are                            |
|      |      | Mișcarea pentru Drepturi și Libertăți     | DPS        | Mustafa Karadayi                                        | Drepturile minorității turce; Liberalism; Liberalism social; Pro-europenism                                                        | 36 / 240                       | 3 / 17               | Centru-dreapta             | ALDE               | Internaționala Liberală           |
|      |      | Partidul Socialist Bulgar                 | BSP        | Kornelia Ninova                                         | Social-democrație; Socialism democratic                                                                                            | 23 / 240                       | 5 / 17               | Centru-stânga              | PES, PSE           | Internaționala Socialistă         |
|      |      | Există un Astfel de Popor                 | ITN        | Slavi Trifonov                                          | Populism; Conservatorism social; Anticorupție; Naționalism                                                                         | 11 / 240                       | 0 / 17               | Big Tent                   | Nu are             | Nu are                            |
|      |      |                                           |            |                                                         | |                                |                      |                            |                    |                                   |
|      |      | IMRO – Mișcarea Națională Bulgară         | IMRO       | Krasimir Karakachanov                                   | Ultranaționalism; Naționalism bulgar; Conservatorism național; Populism de dreapta; Euroscepticism slab; Antițigănism; Islamofobie | 0 / 240                        | 2 / 17               | Extrema dreaptă            | CRE                | Nu are                            |

## Partide neparlamentare
- Alternativa pentru Renașterea Bulgariei
- Ascensiunea Bulgară
- Partidul Comunist Bulgar (Bulgarska komunisticheska partiya)
- Partidul Democrat Bulgar pentru Statele Europene și Mondiale (Bulgarska demokraticheska partiya za evropeiski i svetovni shtati)
- Stânga Bulgară (Bulgarskata levitsa)
- Noua Democrație Bulgară (Bulgarska nova demokratsiya)
- Partidul Neoconservator Bulgar (Bulgarska neokonservativna partiya)
- Uniunea Națională Bulgară – Noua Democrație (Bulgarski nastionalen sǎyuz - Nova demokratsiya)
- Uniunea Bulgară pentru Democrație Directă (Bulgarski sǎyuz za direktna demokratsiya)
- Partidul Bulgar Muncitoresc și Țărănesc (Bulgarska rabotnichesko-selska partiya)
- Partidul Muncitoresc Bulgar/Communiștii (Bulgarska rabotnicheska partiya/Komunisti/)
- Partidul Socialist Muncitoresc Bulgar (Bulgarska  rabotnicheska sotsialisticheska partiya)
- Patrioții Bulgariei (Български патриоти)
  - IMRO – Mișcarea Națională Bulgară (VMRO - Bulgarsko natsionalno dvizhenie)
  - Mișcarea Volia (Volya)
  - Frontul Național pentru Salvarea Bulgariei (Natsionalen front za spasenie na Bulgaria)
  - SPSZ (Sajuz na Patrioticnite Sili i Voinite ot Zapaca Zacšita)
  - SBDR (Bŭlgarska asotsiatsiya za domashna rakiya)
- Vara Bulgară (Българско лято)
- Uniunea Civilă "Rromii" (Grazhdansko Obedinenie „Roma“)
- Partidul Democrat (Demokraticheska partiya)
- Mișcarea George (Dvizhenie „Gergyovden“)
- Partidul Verde din Bulgaria (Zelena partiya na Bǎlgariya)
- Lider (Lider)
- Uniunea Stângii pentru o Republică Curată și Sfântă (Ляв съюз за чиста и свята република)
  - Partidul Socialist "Calea Bulgară" (Sotsialisticheska partiya "Bŭlgarski pŭt")
  - Linia Progresistă Bulgară (Bŭlgarska progresivna liniya)
  - Partidul Comuniștilor din Bulgaria (Partiya na Bulgarskite Komunisti)
  - Renașterea Țării (Възраждане на Отечеството)
  - Alternativa Stângă(lyavata alternativa)
  - Mișcarea Che Guevara (Че Гевара (организация))
  - Partidul Țăranilor Muncitori din Bulgaria (Bŭlgarska rabotnicheska 'selska' partiya)
- Mișcarea pentru un Model Public Egal (Dvizhenie za ravnopraven model „DROM“)
- Partidul Național Democrat (Bŭlgarskoto natsionalno-demokraticheska partiya)
- Mișcarea Națională pentru Stabilitate și Progres (Natsionalno dvizhenie za stabilnost i vǎzhod)
- New Time (Novoto vreme)
- Noua Zora (Nova zora)
- Vocea Poporului (Глас народен)
- Mișcarea Politică Social Democrată (Politichesko dvizhenie „Sotsialdemokrati“)
- Republicanii pentru Bulgaria (Republikanči za Bŭlgariä)
- Mișcarea de Rezistență "23 Septembrie" Bulgaria (Dvizhenie za sŭprotiva „23-ti septemvri“)
- Uniunea Comuniștilor din Bulgaria (Sayuz na Komunistite v Bulgaria)
- Uniunea Liber Democrată (Sǎyuz na svobodnite demokrati)
- Atac (Ataka)
- Volt Bulgaria (Волт България)
- Bulgaria Muncii și Rațiunii (Bulgaria na truda i razuma)

### Partide desființate
- Partidul Comunist Bulgar (Bǎlgarska komunisticheska partiya)
- Uniunea Populară Agrară "Nikola Petkov" (Bǎlgarski zemedelski Naroden sǎyuz „Nikola Petkov“)
- Uniunea Populară Agrară - Unită (Bǎlgarski zemedelski naroden sǎyuz - edinen)
- Blocul de Afaceri din Bulgaria (Bǎlgarski biznes blok)
- Partidul Democrat - Constituțional Bulgar
- Stânga Europeană Bulgară (Bǎlgarska evrolevitsa)
- Dreapta Europeană Bulgară
- Partidul Bulgar al Muncitorilor Social Democrați (socialiști largi) (Bǎlgarska rabotnicheska sotsialdemokraticheska partiya „Shiroki sotsialisti“)
- Frontul Patriei (Otechestven front)
- Partidul Naționalist din Bulgaria (Natsionalisticheska partiya na Bulgaria)
- Uniunea Forțelor Democrate (Obedineni demokratichni sili)
- Patrioții Uniți (Obedineni patrioti)